# Episodi di Street Football - La compagnia dei Celestini (quarta stagione)
La quarta stagione della serie animata Street Football - La compagnia dei Celestini è stata trasmessa in Italia nel 2022.
| N° | Titolo italiano         | Prima TV Italia |
| -- | ----------------------- | --------------- |
| 1  | Comincia l'avventura    | 2022            |
| 2  | La prima partita        | 2022            |
| 3  | Un colpo basso          | 2022            |
| 4  | Visita a sorpresa       | 2022            |
| 5  | Il grande salto         | 2022            |
| 6  | L'abbandono             | 2022            |
| 7  | La scelta giusta        | 2022            |
| 8  | La sfida                | 2022            |
| 9  | Il ricatto              | 2022            |
| 10 | Una flebile speranza    | 2022            |
| 11 | La rivincita            | 2022            |
| 12 | Nemiche amiche          | 2022            |
| 13 | Un nuovo direttore      | 2022            |
| 14 | Il passaggio segreto    | 2022            |
| 15 | Addio al mondiale       | 2022            |
| 16 | Un'opportunità sprecata | 2022            |
| 17 | Lo stratagemma          | 2022            |
| 18 | Al punto di partenza    | 2022            |
| 19 | Una nuova famiglia      | 2022            |
| 20 | Il grande annuncio      | 2022            |
| 21 | Il grande scontro!      | 2022            |
| 22 | Una nuova Double X      | 2022            |
| 23 | Il sogno di Frank       | 2022            |
| 24 | Di nuovo insieme        | 2022            |
| 25 | Il sostituto            | 2022            |
| 26 | I Blu in finale         | 2022            |